# Corupția în Republica Congo
Corupția în Republica Congo este o problemă gravă și persistentă, afectând profund viața politică și economică a țării. Deși guvernul a adoptat o lege împotriva corupției, aplicarea acesteia rămâne ineficientă, iar oficialii nu recunosc amploarea problemei.
Republica Congo se situează pe locul 177 din 190 în clasamentul "Ease of Doing Business" al Băncii Mondiale și pe locul 158 din 180 de țări în Indicele de percepție a corupției din 2023 al Transparency International, ceea ce reflectă un mediu de afaceri extrem de corupt.

## Prezentare generală
Corupția este endemică în sectorul petrolier, unde companiile au raportat practici corupte bine înrădăcinate. De asemenea, legislația nu se extinde la membrii familiei oficialilor sau la partidele politice, ceea ce limitează eficiența măsurilor anticorupție.
În ciuda acestor provocări, organizațiile neguvernamentale și comunitatea internațională continuă să ceară reforme pentru a îmbunătăți transparența și responsabilitatea în gestionarea fondurilor publice.